# 폭파

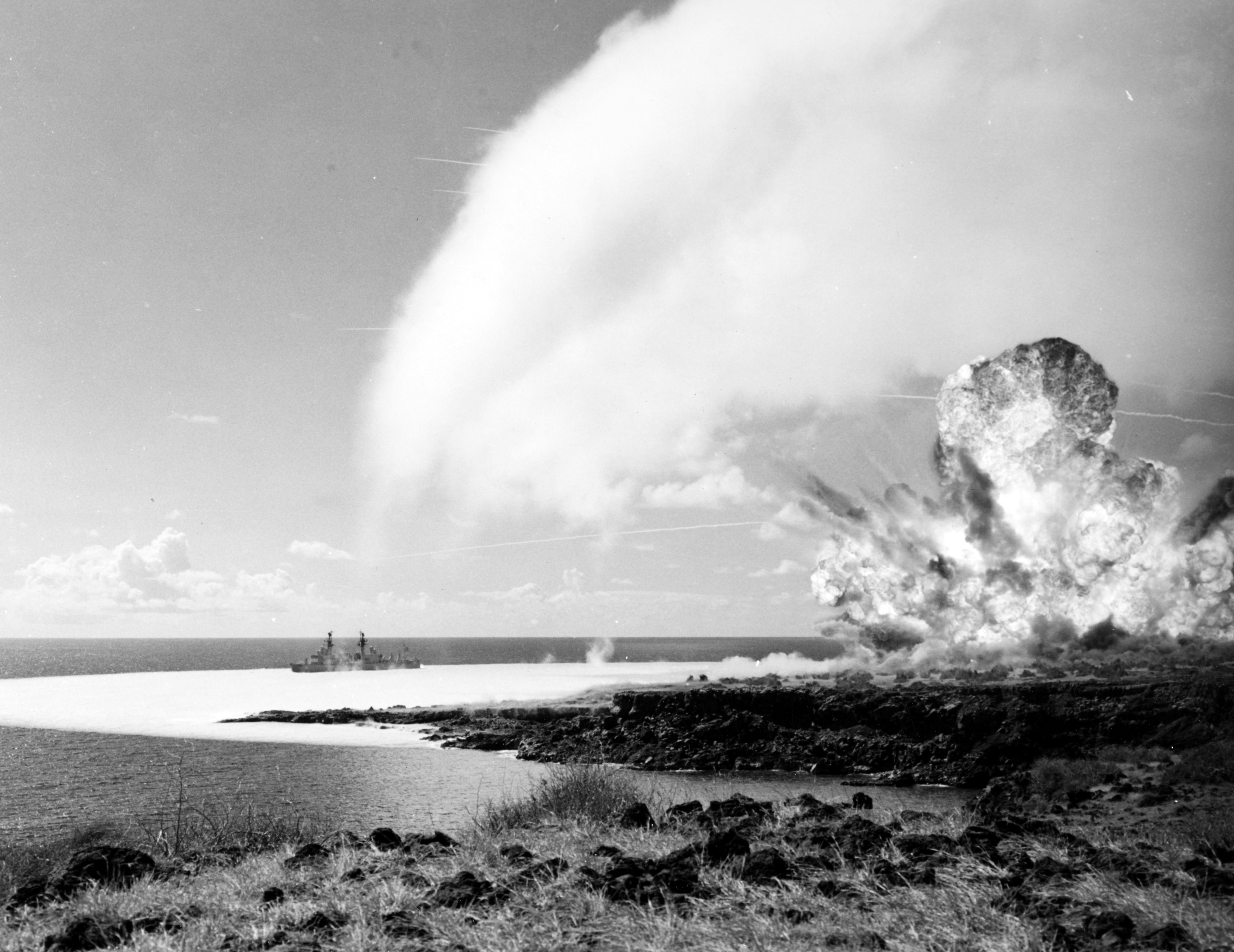
트라이나이트로톨루엔의 폭파 및 충격파

폭파, 폭굉 또는 데토네이션(Detonation, '천둥 아래로/앞으로'를 뜻하는 라틴어 detonare에서 유래)은 매체를 통해 가속되는 초음속 발열 전선이 결국 바로 앞에서 직접 전파되는 충격 전선을 구동하는 연소 유형이다. 폭파는 1km/초 범위의 속도로 충격파를 통해 초음속으로 전파되며 1m/초 범위의 아음속 화염 속도를 갖는 폭연과는 다르다. 폭파는 연료-공기 혼합물의 폭발이다. 폭연에 비해 폭파에는 외부 산화제가 필요하지 않다. 폭연이 발생하면 산화제와 연료가 혼합된다. 폭파는 폭연보다 더 파괴적이다. 폭파 시 화염 전면은 공기 연료를 통해 소리보다 빠르게 이동하는 반면, 폭연의 경우 화염 전면은 소리보다 느리게 공기 연료를 통해 이동한다.
폭파는 기존의 고체 및 액체 폭발물뿐만 아니라 반응성 가스에서도 발생한다. TNT, 다이너마이트, C4는 폭발하는 고출력 폭발물의 예이다. 고체 및 액체 폭발물의 폭파 속도는 기체 폭발의 폭발 속도보다 훨씬 높기 때문에 파동 시스템을 더 자세히(더 높은 해상도) 관찰할 수 있다.
매우 다양한 연료가 가스(예: 수소), 물방울 안개 또는 먼지 현탁액으로 발생할 수 있다. 이산소 외에도 산화제에는 할로겐 화합물, 오존, 과산화수소 및 질소 산화물이 포함될 수 있다. 가스 폭발은 종종 기존의 가연성 비율보다 다소 낮은 조성의 연료와 산화제의 혼합물과 관련된다. 이는 제한된 시스템에서 가장 자주 발생하지만 때로는 큰 증기 구름에서도 발생한다. 아세틸렌, 오존, 과산화 수소와 같은 다른 물질은 산화제(또는 환원제)가 없어도 폭발할 수 있다. 이러한 경우 방출되는 에너지는 재료의 분자 구성 요소의 재배열로 인해 발생한다.
폭파는 1881년 4명의 프랑스 과학자 마르셀린 베르텔로, 폴 마리 외젠 비에유, 어니스트 프랑수아 말라드, 앙리 루이 르 샤틀리에에 의해 발견되었다. 전파에 대한 수학적 예측은 1899년 데이비드 채프먼과 1905년, 1906년, 1917년 에밀 주게에 의해 처음으로 수행되었다. 폭파에 대한 이해의 다음 발전은 1940년대 초 존 폰 노이만과 베르너 도링과 야코프 젤도비치, 알렉산드르 솔로몬노비치 콤파네츠에 의해 이루어졌다.

## 같이 보기
- 탄소 폭발
- 신관 (장치)
- 폭발물
- 핵실험
- 핵 연쇄 반응
- 노킹
- TNT 환산